# ディカーブ郡 (アラバマ州)
ディカーブ郡（英: DeKalb County）は、アメリカ合衆国アラバマ州の北西部に位置する郡である。2010年国勢調査での人口は71,109人であり、2000年の64,452人から10.3%増加した。郡庁所在地はフォートペイン市（人口14,012人）であり、同郡で人口最大の都市でもある。郡名はアメリカ独立戦争に参戦したヨハン・デカーブ少将に因んで名付けられた。

## 歴史
ディカーブ郡は1836年1月9日に、チェロキー族インディアンからアメリカ合衆国が譲り受けた土地から、アラバマ州議会によって設立された。郡名はアメリカ独立戦争の英雄ヨハン・デカーブ少将に因んで名付けられた。
郡内にはチェロキー族の有名な言語学者シクウォイアが住んでいた。
ディカーブ郡の東端、ジョージア州との州境は2003年4月29日に発生したマグニチュード4.6の地震の震源だった。地域では電力が止まり、鏡や絵画が床に投げ出され、建物の基礎にひびが入り、煙突が1本倒れた。この震動は州南東部でも感じられ、アラバマ州北東部やジョージア州北西部、さらにテネシー州東部（特にチャタヌーガ市近辺）では強く揺れた。サウスカロライナ州のアップステート、ノースカロライナ州の西南西端、ケンタッキー州南部と南東部、ミシシッピ州東北東部でも揺れを感じた。
ディカーブ郡は基本的にアルコール飲料の販売が禁止されている「ドライ郡」（禁酒郡）である。2005年、地方法の改正により、フォートペイン市が郡内で唯一合法的にアルコールを販売できる場所になった。
2011年4月下旬、竜巻が多発し、郡内では31人の死者を出した。これは州内では最大だった。

## 地理
アメリカ合衆国国勢調査局に拠れば、郡域全面積は778.65平方マイル (2,016.7 km2)であり、このうち陸地777.91平方マイル (2,014.8 km2)、水域は0.74平方マイル (1.9 km2)で水域率は0.10%である。

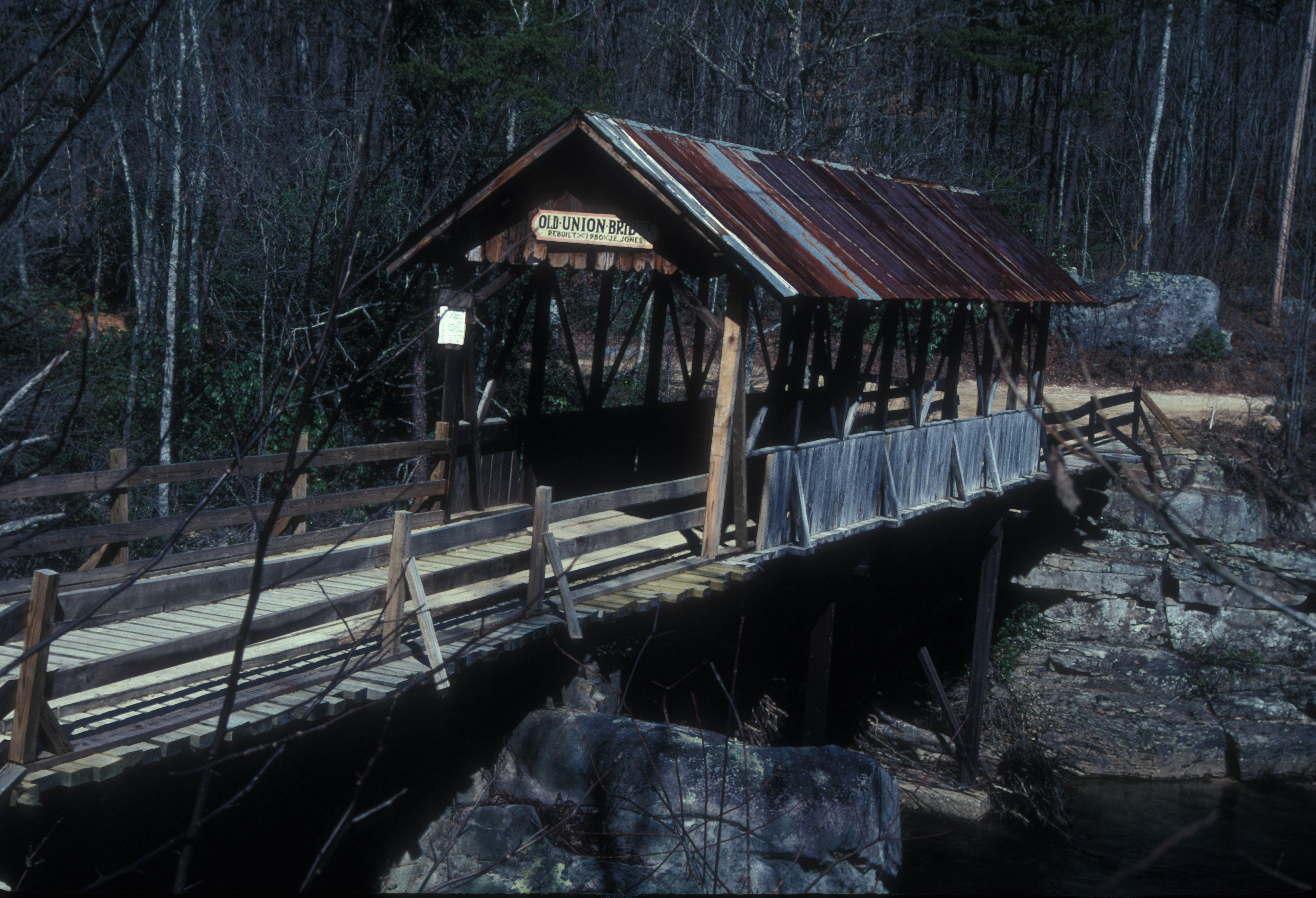
リトル川に架かる屋根付橋「オールド・ユニオン」または「タラハチー」

### 交通

#### 主要高規格道路
- 州間高速道路59号線
- アメリカ国道11号線
- アラバマ州道35号線
- アラバマ州道68号線
- アラバマ州道75号線

#### 鉄道
- ノーフォーク・サザン鉄道

### 隣接する郡
- ジャクソン郡 - 北
- デイド郡 (ジョージア州) - 北東
- ウォーカー郡 (ジョージア州) - 東
- チャトゥーガ郡 (ジョージア州) - 東
- チェロキー郡 - 南東
- エトワ郡 - 南
- マーシャル郡 - 西

### 国立保護地域
- リトル川峡谷国立保存地（部分）

## 人口動態
以下は2000年国勢調査による人口統計データである。
| 基礎データ - 人口: 64,452人 - 世帯数: 25,113 世帯 - 家族数: 18,432 家族 - 人口密度: 32人/km2（83人/mi2） - 住居数: 28,051軒 - 住居密度: 14軒/km2（36軒/mi2） 人種別人口構成（ ）内は2010年のデータである。 - 白人: 92.55% (81.6%) - アフリカン・アメリカン: 1.68% (1.5%) - ネイティブ・アメリカン: 0.80% (1.4%) - アジア人: 0.19% (0.3%) - 太平洋諸島系: 0.06% (0.04%) - その他の人種: 3.10% - 混血: 1.62% (2.2%) - ヒスパニック・ラテン系: 5.55% (13.6%) 先祖による構成 - イギリス系：78.31% - スコットランド・アイルランド系：8.29% - スコットランド系：3.33% - アイルランド系：3.31% - ウェールズ系：1.22% - アフリカ系：1.68% | 年齢別人口構成 - 18歳未満: 24.7% - 18-24歳: 9.2% - 25-44歳: 29.1% - 45-64歳: 23.2% - 65歳以上: 13.8% - 年齢の中央値: 36歳 - 性比（女性100人あたり男性の人口） - 総人口: 95.6 - 18歳以上: 92.5 世帯と家族（対世帯数） - 18歳未満の子供がいる: 33.2% - 結婚・同居している夫婦: 59.5% - 未婚・離婚・死別女性が世帯主: 9.9% - 非家族世帯: 26.6% - 単身世帯: 23.8% - 65歳以上の老人1人暮らし: 10.8% - 平均構成人数 - 世帯: 2.53人 - 家族: 2.98人 収入と家計 - 収入の中央値 - 世帯: 30,137米ドル - 家族: 35,801米ドル - 性別 - 男性: 28,878米ドル - 女性: 19,103米ドル - 人口1人あたり収入: 15,818米ドル - 貧困線以下 - 対人口: 15.4% - 対家族数: 11.7% - 18歳未満: 18.6% - 65歳以上: 20.5% |

## 都市と町

### 都市
- フォートペイン - 郡庁所在地
- ヘナガー
- レインズビル

### 町
| - コリンズビル（一部はチェロキー郡） - クロスビル - フィッフェ - ジェラルディン - ハモンドビル | - アイダー - レイクビュー - メントーン - パインリッジ - パウェル | - サンドロック（一部はチェロキー郡） - シャイロー - シルベニア - バレーヘッド |

### 未編入の町
- ドーソン
- ドッグタウン